# Cattedrale di Sant'Anna (Las Palmas de Gran Canaria)
La cattedrale di Sant'Anna (in spagnolo catedral de Santa Ana) si trova nel centro storico della città di Las Palmas de Gran Canaria nel quartiere di Vegueta, accanto alla Plaza Mayor de Santa Ana. La chiesa è sede della diocesi delle Isole Canarie e nel 1894 è stata insignita del titolo di basilica minore.

## Storia
La sua costruzione della cattedrale dedicata a sant'Anna (patrona di Las Palmas de Gran Canaria) iniziò intorno al 1500, ma venne interrotta per mancanza di fondi nel 1570, e il lungo processo di costruzione ha fatto sì che nel tempio si coniughino stili abbastanza diversi come il tardo gotico dell'interno e il neoclassicismo dell'esterno.
La costruzione della cattedrale avvenne in due grandi fase, la prima dal 1497 al 1570 e la seconda dal 1781 ad oggi. Infatti la cattedrale rimase chiusa al culto fino al 1998 a causa dei lavori di restauro.
All'interno ospita diverse opere d'arte, tra le quali il Cristo di Luján Pérez, che presiede la sala capitolare e la Virgen de los Dolores de Vegueta.
La Cattedrale di Las Palmas era l'unica cattedrale nelle isole Canarie fino al 1819, quando fu eretta la diocesi di San Cristóbal de La Laguna (anche chiamata "diocesi di Tenerife") con sede nella cattedrale de La Laguna, competente per le isole della provincia di Santa Cruz de Tenerife.